# 2019-es holland labdarúgó-szuperkupa
A 2019-es kiírás volt a Szuperkupa 30. döntője és azon belül a 24. Johan Cruijff-kupa.
A döntőt július 27-én rendezték meg. Eredetileg 28-án lett volna a mérkőzés de a Holland Labdarúgó-szövetség egy nappal korábbra tette, mivel a PSV Eindhoven csapata pár nappal később a BL 2. selejtezőkörében lépett pályára.
A helyszín három év után ismét Amszterdamban volt, az Ajax stadionjában, a Johan Cruijff Arenában. A döntő két résztvevője az AFC Ajax akik megnyerték a bajnokságot és egyben a Holland Kupát is, ellenfelük pedig a bajnokságban ezüstérmet nyert PSV Eindhoven volt. Ez volt a két csapat 8. Szuperkupa-döntője egymás ellen. Az előző hétből négyet az Ajax csapata nyert meg. 14 év után ez volt ismét olyan döntő amikor ugyanaz a csapat képviseli mind a bajnokságot, mind a kupát megnyerő csapatot. A szuperkupa története során ez volt a 4. ilyen döntő.
A mérkőzést az AFC Ajax csapata nyerte meg és ezzel megnyerték 9. Szuperkupájukat is. Ezzel a győzelemmel megszületett a holland labdarúgásban a 2. alkalom amikor egy csapat triplázni tudott, egy szezonon belül megnyerni a bajnokságot, kupát és szuperkupát. Az első alkalom 2002-ben volt, akkor is az Ajax csapata triplázott.

## Döntő
| 2019. július 27. 18ː00 |

| AFC Ajax                                                            | 2 – 0               | PSV Eindhoven                                           |
| ------------------------------------------------------------------- | ------------------- | ------------------------------------------------------- |
| Kasper Dolberg 1' Daley Blind 53' Joël Veltman 63' Sergiño Dest 78' | (1 - 0) Jegyzőkönyv | Jorrit Hendrix 21' Cody Gakpo 45' Derrick Luckassen 83' |

| Johan Cruijff Arena, Amszterdam Nézőszám: 51.837 Játékvezető: Dennis Higler (holland) |

| AFC Ajax | PSV |

| AFC Ajax:    |    |                   |     |
|              |    |                   |     |
| GK           | 24 | André Onana       |     |
| RB           | 3  | Joël Veltman      |     |
| CB           | 2  | Perr Schuurs      |     |
| CB           | 21 | Lisandro Martínez | 59' |
| LB           | 28 | Sergiño Dest      |     |
| DM           | 17 | Daley Blind       | 84' |
| AM           | 6  | Donny van de Beek |     |
| AM           | 18 | Răzvan Marin      |     |
| RW           | 10 | Dušan Tadić       |     |
| CF           | 25 | Kasper Dolberg    |     |
| LW           | 11 | Quincy Promes     | 59' |
| Cserék:      |    |                   |     |
| CB           | 16 | Lisandro Magallán | 84' |
| DM           | 20 | Lasse Schøne      | 59' |
| RW           | 22 | Hakím Zíjes       | 59' |
| Edző:        |    |                   |     |
| Erik ten Hag |    |                   |     |

| PSV Eindhoven:  |    |                   |     |
|                 |    |                   |     |
| GK              | 1  | Jeroen Zoet       |     |
| RB              | 22 | Denzel Dumfries   |     |
| CB              | 3  | Derrick Luckassen |     |
| CB              | 28 | Olivier Boscagli  |     |
| LB              | 32 | Michal Sadílek    |     |
| CM              | 18 | Pablo Rosario     |     |
| CM              | 8  | Jorrit Hendrix    | 46' |
| RW              | 7  | Bruma             | 46' |
| AM              | 10 | Steven Bergwijn   | 59' |
| LW              | 19 | Cody Gakpo        |     |
| CF              | 14 | Sam Lammers       |     |
| Cserék:         |    |                   |     |
| FW              | 11 | Hirving Lozano    | 59' |
| MF              | 15 | Erick Gutiérrez   | 46' |
| FW              | 9  | Donyell Malen     | 46' |
| Edző:           |    |                   |     |
| Mark van Bommel |    |                   |     |

| HOLLAND-SZUPERKUPA 2019  |
| ------------------------ |
| AFC Ajax 9. kupagyőzelem |